# Dicranomyia saltens
Dicranomyia saltens är en tvåvingeart som först beskrevs av Carl Ludwig Doleschall 1857.  Dicranomyia saltens ingår i släktet Dicranomyia och familjen småharkrankar. Arten är känd från Indonesien, Filippinerna, Sri Lanka, Taiwan och Palau.